# Сотницьке (Миргородський район)
Со́тницьке —  село в Україні, в Миргородському районі Полтавської області. Населення становить 50 осіб. Входить до складу Ромоданівської селищної громади.

## Населення

### Мова
Розподіл населення за рідною мовою за даними перепису 2001 року:
| Мова       | Відсоток |
| ---------- | -------- |
| українська | 100%     |

## Географія
Село Сотницьке знаходиться на правому березі річки Лихобабівка, на протилежному березі - село Конюшеве. На відстані в 1 км розташоване село Бієве. Поруч проходять автомобільна дорога Р42 та залізниця, станція Бієве за 2 км.